# Puchar Świata w narciarstwie alpejskim mężczyzn 2006/2007
Puchar Świata w narciarstwie alpejskim mężczyzn sezon 2006/2007 to 41. edycja tej imprezy. Cykl ten rozpoczął się w fińskiej miejscowości Levi 12 listopada 2006 roku, a zakończył 18 marca 2007 roku w szwajcarskiej miejscowości Lenzerheide.

## Podium zawodów
| Lp.                                                        | Data              | Miejscowość            | Konkurencja     | 1. Miejsce             | 2. Miejsce             | 3. Miejsce             |
| ---------------------------------------------------------- | ----------------- | ---------------------- | --------------- | ---------------------- | ---------------------- | ---------------------- |
| 1.                                                         | 12 listopada 2006 | Levi                   | slalom          | Benjamin Raich         | Markus Larsson         | Giorgio Rocca          |
| 2.                                                         | 25 listopada 2006 | Lake Louise            | zjazd           | Marco Büchel           | Manuel Osborne-Paradis | Peter Fill             |
| 3.                                                         | 26 listopada 2006 | Lake Louise            | supergigant     | John Kucera            | Mario Scheiber         | Patrik Järbyn          |
| 4.                                                         | 30 listopada 2006 | Beaver Creek           | superkombinacja | Aksel Lund Svindal     | Marc Berthod           | Rainer Schönfelder     |
| 5.                                                         | 1 grudnia 2006    | Beaver Creek           | zjazd           | Bode Miller            | Didier Cuche           | Steven Nyman           |
| 6.                                                         | 2 grudnia 2006    | Beaver Creek           | gigant          | Massimiliano Blardone  | Aksel Lund Svindal     | Ted Ligety             |
| 7.                                                         | 3 grudnia 2006    | Beaver Creek           | slalom          | André Myhrer           | Michael Janyk          | Felix Neureuther       |
| 8.                                                         | 10 grudnia 2006   | Reiteralm              | superkombinacja | Ivica Kostelić         | Romed Baumann          | Pierrick Bourgeat      |
| 9.                                                         | 15 grudnia 2006   | Val Gardena            | supergigant     | Bode Miller            | Christoph Gruber       | John Kucera            |
| 10.                                                        | 16 grudnia 2006   | Val Gardena            | zjazd           | Steven Nyman           | Didier Cuche           | Fritz Strobl           |
| 11.                                                        | 17 grudnia 2006   | Alta Badia             | gigant          | Kalle Palander         | Bode Miller            | Didier Défago          |
| 12.                                                        | 18 grudnia 2006   | Alta Badia             | slalom          | Markus Larsson         | Ted Ligety             | Ivica Kostelić         |
| 13.                                                        | 20 grudnia 2006   | Hinterstoder           | supergigant     | Bode Miller            | Peter Fill             | Hermann Maier          |
| 14.                                                        | 21 grudnia 2006   | Hinterstoder           | gigant          | Aksel Lund Svindal     | François Bourque       | Kalle Palander         |
| 15.                                                        | 28 grudnia 2007   | Bormio                 | zjazd           | Michael Walchhofer     | Didier Cuche           | Mario Scheiber         |
| 16.                                                        | 29 grudnia 2007   | Bormio                 | zjazd           | Michael Walchhofer     | Peter Fill             | Mario Scheiber         |
| 17.                                                        | 6 stycznia 2007   | Adelboden              | gigant          | Benjamin Raich         | Massimiliano Blardone  | Aksel Lund Svindal     |
| 18.                                                        | 7 stycznia 2007   | Adelboden              | slalom          | Marc Berthod           | Benjamin Raich         | Mario Matt             |
| 19.                                                        | 13 stycznia 2007  | Wengen                 | zjazd           | Bode Miller            | Didier Cuche           | Peter Fill             |
| 20.                                                        | 14 stycznia 2007  | Wengen                 | superkombinacja | Mario Matt             | Marc Berthod           | Silvan Zurbriggen      |
| 21.                                                        | 20 stycznia 2007  | Val d’Isère            | zjazd           | Pierre-Emmanuel Dalcin | Erik Guay              | Manuel Osborne-Paradis |
| 22.                                                        | 27 stycznia 2007  | Kitzbühel              | slalom          | Jens Byggmark          | Mario Matt             | Alois Vogl             |
| 23.                                                        | 28 stycznia 2007  | Kitzbühel              | slalom          | Jens Byggmark          | Mario Matt             | Manfred Mölgg          |
| 24.                                                        | 30 stycznia 2007  | Schladming             | slalom          | Benjamin Raich         | Jens Byggmark          | Mario Matt             |
| 39. Mistrzostwa Świata w Narciarstwie Alpejskim 2007 – Åre |                   |                        |                 |                        |                        |                        |
| 25.                                                        | 23 lutego 2007    | Garmisch-Partenkirchen | zjazd           | Andrej Jerman          | Johann Grugger         | Erik Guay              |
| 26.                                                        | 24 lutego 2007    | Garmisch-Partenkirchen | zjazd           | Erik Guay              | Andrej Jerman          | Didier Cuche           |
| 27.                                                        | 25 lutego 2007    | Garmisch-Partenkirchen | slalom          | Mario Matt             | Felix Neureuther       | Benjamin Raich         |
| 28.                                                        | 3 marca 2007      | Kranjska Gora          | gigant          | Benjamin Raich         | François Bourque       | Massimiliano Blardone  |
| 29.                                                        | 4 marca 2007      | Kranjska Gora          | slalom          | Mario Matt             | Benjamin Raich         | Manfred Mölgg          |
| 30.                                                        | 9 marca 2007      | Kvitfjell              | superkombinacja | Benjamin Raich         | Silvan Zurbriggen      | Aksel Lund Svindal     |
| 31.                                                        | 10 marca 2007     | Kvitfjell              | zjazd           | Didier Cuche           | Erik Guay              | Marco Büchel           |
| 32.                                                        | 11 marca 2007     | Kvitfjell              | supergigant     | Hans Grugger           | Mario Scheiber         | Didier Cuche           |
| 33.                                                        | 14 marca 2007     | Lenzerheide            | zjazd           | Aksel Lund Svindal     | Daniel Albrecht        | Christoph Gruber       |
| 34.                                                        | 15 marca 2007     | Lenzerheide            | supergigant     | Aksel Lund Svindal     | Benjamin Raich         | Erik Guay              |
| 35.                                                        | 17 marca 2007     | Lenzerheide            | gigant          | Aksel Lund Svindal     | Massimiliano Blardone  | Bode Miller            |
| 36.                                                        | 18 marca 2007     | Lenzerheide            | slalom          | Benjamin Raich         | Mario Matt             | Manfred Mölgg          |

## Klasyfikacje
| Lp. | Zawodnik           | Punkty |
| --- | ------------------ | ------ |
| 1.  | Aksel Lund Svindal | 1268   |
| 2.  | Benjamin Raich     | 1255   |
| 3.  | Didier Cuche       | 1098   |
| 4.  | Bode Miller        | 882    |
| 5.  | Mario Matt         | 744    |
| 6.  | Peter Fill         | 694    |
| 7.  | Marco Büchel       | 635    |
| 8.  | Marc Berthod       | 591    |
| 9.  | Mario Scheiber     | 584    |
| 10. | Kalle Palander     | 546    |

| Lp. | Zawodnik           | Punkty |
| --- | ------------------ | ------ |
| 1.  | Didier Cuche       | 652    |
| 2.  | Marco Büchel       | 471    |
| 3.  | Erik Guay          | 393    |
| 4.  | Peter Fill         | 382    |
| 5.  | Michael Walchhofer | 370    |
| 6.  | Andrej Jerman      | 339    |
| 7.  | Aksel Lund Svindal | 321    |
| 8.  | Bode Miller        | 318    |
| 9.  | Mario Scheiber     | 254    |
| 10. | Steven Nyman       | 250    |

| Lp. | Zawodnik           | Punkty |
| --- | ------------------ | ------ |
| 1.  | Bode Miller        | 304    |
| 2.  | Didier Cuche       | 208    |
| 3.  | John Kucera        | 194    |
| 4.  | Mario Scheiber     | 190    |
| 5.  | Aksel Lund Svindal | 181    |
| 6.  | Hermann Maier      | 177    |
| 7.  | Christoph Gruber   | 153    |
| 8.  | Marco Büchel       | 146    |
| 9.  | Peter Fill         | 143    |
| 10. | Erik Guay          | 136    |

| Lp. | Zawodnik              | Punkty |
| --- | --------------------- | ------ |
| 1.  | Aksel Lund Svindal    | 416    |
| 2.  | Massimiliano Blardone | 380    |
| 3.  | Benjamin Raich        | 319    |
| 4.  | Kalle Palander        | 299    |
| 5.  | François Bourque      | 249    |
| 6.  | Bode Miller           | 232    |
| 7.  | Didier Cuche          | 223    |
| 8.  | Ted Ligety            | 212    |
| 9.  | Didier Défago         | 163    |
| 10. | Manfred Mölgg         | 119    |

| Lp. | Zawodnik             | Punkty |
| --- | -------------------- | ------ |
| 1.  | Benjamin Raich       | 605    |
| 2.  | Mario Matt           | 600    |
| 3.  | Jens Byggmark        | 490    |
| 4.  | Markus Larsson       | 340    |
| 5.  | Manfred Mölgg        | 334    |
| 6.  | Marc Berthod         | 322    |
| 7.  | Michael Janyk        | 279    |
| 8.  | Felix Neureuther     | 264    |
| 9.  | Kalle Palander       | 247    |
| 10. | Jean-Baptiste Grange | 242    |

| Lp. | Zawodnik           | Punkty |
| --- | ------------------ | ------ |
| 1.  | Aksel Lund Svindal | 232    |
| 2.  | Marc Berthod       | 202    |
| 3.  | Ivica Kostelić     | 1200   |
| 4.  | Silvan Zurbriggen  | 169    |
| 5.  | Benjamin Raich     | 166    |
| 6.  | Romed Baumann      | 140    |
| 7.  | Peter Fill         | 127    |
| 8.  | Rainer Schönfelder | 106    |
| 8.  | Hans Olsson        | 106    |
| 10. | Pierrick Bourgeat  | 104    |

| Lp. | Państwo           | Punkty |
| --- | ----------------- | ------ |
| 1.  | Austria           | 6610   |
| 2.  | Szwajcaria        | 3982   |
| 3.  | Włochy            | 3080   |
| 4.  | Kanada            | 2258   |
| 5.  | Stany Zjednoczone | 2154   |
| 6.  | Szwecja           | 1837   |
| 7.  | Francja           | 1793   |
| 8.  | Norwegia          | 1382   |
| 9.  | Słowenia          | 693    |
| 10. | Liechtenstein     | 635    |